# Вем
Вем — коммуна в Валлонии, расположенная в провинции Льеж, округ Вервье. Принадлежит Французско-Немецкому языковому сообществу Бельгии. На площади 96,93 км² проживают 6728 человек (плотность населения — 69 чел./км²), из которых 49,81 % — мужчины и 50,19 % — женщины. Средний годовой доход на душу населения в 2003 году составлял 10 523 евро.
К комунне Вем относится деревня Фемонвиль.
Почтовый код: 4950. Телефонный код: 080.